# Anastasija Komardina
Anastasija Andriejewna Komardina (ur. 8 lipca 1997 w Moskwie) – rosyjska tenisistka, srebrna medalistka igrzysk olimpijskich młodzieży w grze podwójnej.

## Kariera tenisowa
Treningi tenisowe rozpoczęła w wieku 7 lat. W juniorskich rozgrywkach zadebiutowała w marcu 2011, wygrywając turniej w Stabekk. W czerwcu 2012 po raz pierwszy wystąpiła w turnieju rankingi ITF, odpadając z rywalizacji w kwalifikacjach. Miesiąc później zadebiutowała w juniorskim Wielkim Szlemie, przegrywając w pierwszej rundzie Wimbledonu z Eugenie Bouchard 3:6, 3:6. W sierpniu 2013 zdobyła swój pierwsze tytuł ITF w grze pojedynczej kobiet. W styczniu 2014 osiągnęła ćwierćfinał gry pojedynczej dziewcząt podczas Australian Open. W tym samym roku startowała na igrzyskach olimpijskich młodzieży w Nankinie, podczas których, grając w parze z Darją Kasatkiną, sięgnęła po srebro w grze podwójnej. Na najwyższej, piętnastej pozycji w rankingu juniorek sklasyfikowana była 28 lipca 2014 roku.
W zawodowych rozgrywkach tenisowych zadebiutowała w październiku 2015 roku w turnieju głównym Prudential Hong Kong Tennis Open – jako szczęśliwa przegrana z kwalifikacji, pokonała w pierwszej rundzie Chang Kai-chen, a w kolejnej uległa Caroline Garcii 0:6, 2:6.

## Wygrane turnieje rangi ITF
| turnieje z pulą nagród 100 000 $ |
| turnieje z pulą nagród 75 000 $  |
| turnieje z pulą nagród 50 000 $  |
| turnieje z pulą nagród 25 000 $  |
| turnieje z pulą nagród 15 000 $  |
| turnieje z pulą nagród 10 000 $  |

### Gra pojedyncza
|     | Data       | Turniej  | Naw.    | Przeciwniczka       | Wynik            |
| 1.  | 11/08/2013 | Arad     | Ceglana | Lina Ǵorčeska       | 6:3, 6:2         |
| 2.  | 16/05/2015 | Bol      | Ceglana | Lina Ǵorčeska       | 6:3, 6:3         |
| 3.  | 23/05/2015 | Bol      | Ceglana | Lina Ǵorčeska       | 6:3, 1:6, 6:3    |
| 4.  | 21/06/2015 | Fergana  | Twarda  | Sabina Sharipova    | 6:2, 1:6, 6:4    |
| 5.  | 26/06/2016 | Moskwa   | Ceglana | Galina Woskobojewa  | 7:6(3), 4:6, 6:3 |
| 6.  | 21/08/2016 | Moskwa   | Ceglana | Wiktorija Kamienska | 6:4, 6:2         |
| 7.  | 18/09/2016 | Bucza    | Ceglana | Deniz Khazaniuk     | 6:4, 6:3         |
| 8.  | 18/08/2018 | Moskwa   | Ceglana | Vlada Koval         | 6:4, 6:1         |
| 9.  | 13/01/2019 | Monastyr | Twarda  | Angelica Moratelli  | 6:4, 6:1         |
| 10. | 20/01/2019 | Monastyr | Twarda  | Fiona Ganz          | 6:1, 6:0         |
| 11. | 14/04/2019 | Calvi    | Twarda  | Audrey Albie        | 6:3, 6:2         |
| 12. | 12/01/2020 | Hongkong | Twarda  | Xun Fangying        | 3:6, 6:4, 6:2    |

### Gra podwójna
|    | Data       | Turniej          | Naw.          | Partnerka               | Przeciwniczki                           | Wynik          |
| 1. | 28/06/2014 | Amarante         | Twarda        | Wałerija Strachowa      | Barbara Haas Natalia Siedliska          | 3:6, 7:5, 10–6 |
| 2. | 29/03/2015 | Heraklion        | Twarda        | Walendini Gramatikopulu | Viktória Kužmová Petra Rohanová         | 7:5, 6:2       |
| 3. | 05/04/2015 | Heraklion        | Twarda        | Walendini Gramatikopulu | Barbara Bonić Tamara Čurović            | 6:2, 6:3       |
| 4. | 12/04/2015 | Heraklion        | Twarda        | Walendini Gramatikopulu | Tamara Čurović Despina Papamichail      | 6:2, 6:2       |
| 5. | 16/05/2015 | Bol              | Ceglana       | Zuzana Luknárová        | Pia Čuk Tamara Zidanšek                 | 6:2, 0:6, 10–7 |
| 6. | 13/06/2015 | Namangan         | Twarda        | Dżulija Terzijska       | Wieronika Kudiermietowa Ksienija Łykina | 7:6(2), 7:5    |
| 7. | 30/08/2015 | Mamaja           | Ceglana       | Sopia Szapatawa         | Xenia Knoll Amra Sadiković              | 7:6(2), 7:5    |
| 8. | 04/10/2015 | Clermont-Ferrand | Twarda (hala) | Nina Stojanović         | Elyne Boeykens Eva Wacanno              | 6:2, 6:1       |

## Medale igrzysk olimpijskich młodzieży

### Gra podwójna
| Końcowy wynik | Rok  | Turniej | Nawierzchnia | Partnerka       | Przeciwniczki                       | Wynik finału |
| Srebrny medal | 2014 | Nankin  | Twarda       | Darja Kasatkina | Anhelina Kalinina Iryna Szymanowicz | 4:6, 4:6     |